# Priscah Jepleting Cherono
Priscah Jepleting Cherono (Kamuiywa, district Nandi, 27 juni 1980) is een Keniaanse atlete, die zich heeft gespecialiseerd in de 5000 m en het veldlopen. Ze is geboren als Priscah Jepleting Ngetich en trouwde later met Charles Chemase Cherono.

## Loopbaan
Haar beste prestaties zijn het winnen van een zilveren medaille op de wereldkampioenschappen veldlopen in 2006 en een bronzen medaille op de 5000 m tijdens de wereldkampioenschappen van 2007 in Osaka.
In 2016 won ze de marathon van Venetië met een tijd van 2:27.41.

## Titels
- Keniaans kampioene 5000 m - 2004
- Keniaans kampioene veldlopen (korte afstand) - 2005

## Persoonlijke records
Baan
| Onderdeel   | Prestatie    | Datum             | Plaats    |
| ----------- | ------------ | ----------------- | --------- |
| 3000 m      | 8.29,06      | 23 september 2007 | Stuttgart |
| 2 Eng. mijl | 9.14,09 (NR) | 14 september 2007 | Brussel   |
| 5000 m      | 14.35,30     | 2 juni 2006       | Oslo      |
| 10.000 m    | 30.56,43     | 27 augustus 2011  | Daegu     |

Weg
| Onderdeel      | Prestatie | Datum             | Plaats   |
| -------------- | --------- | ----------------- | -------- |
| 10 km          | 32.04     | 26 december 2010  | Houilles |
| 15 km          | 48.25     | 18 september 2011 | Zaandam  |
| halve marathon | 1:08.35   | 1 september 2012  | Rijsel   |
| marathon       | 2:28.41   | 23 oktober 2016   | Venetië  |

## Prestaties

### Kampioenschappen
| Jaar | Wedstrijd            | Plaats                   | Resultaat | Extra          |
| ---- | -------------------- | ------------------------ | --------- | -------------- |
| 1998 | WJK                  | Annecy                   | 7e        | 5000 m         |
| 2003 | WK veldlopen         | Lausanne                 | 11e       | Korte afstand  |
| 2004 | Afrikaanse kamp.     | Brazzaville              | 2e        | 5000 m         |
| 2005 | WK veldlopen         | Saint-Galmier, Frankrijk | 4e        | Korte afstand  |
| 2005 | WK                   | Helsinki                 | 7e        | 5000 m         |
| 2005 | Wereldatletiekfinale | Monte Carlo              | 8e        | 3000 m         |
| 2006 | WK veldlopen         | Fukuoka                  | 2e        | Korte afstand  |
| 2006 | WK veldlopen         | Fukuoka                  | 2e        | Team           |
| 2006 | Wereldatletiekfinale | Stuttgart                | 9e        | 5000 m         |
| 2007 | WK                   | Osaka                    | 3e        | 5000 m         |
| 2007 | WK veldlopen         | Mombassa                 | 7e        | senioren       |
| 2007 | WK veldlopen         | Mombassa                 | 2e        | Team           |
| 2007 | Wereldatletiekfinale | Stuttgart                | 3e        | 5000 m         |
| 2008 | WK veldlopen         | Edinburgh                | 7e        | Lange afstand  |
| 2011 | WK veldlopen         | Punta Umbria             | 5e        | Lange afstand  |
| 2011 | WK                   | Daegu                    | 4e        | 10.000 m       |
| 2011 | Afrikaanse kamp.     | Porto-Novo               | 2e        | 10.000 m       |
| 2012 | WK                   | Kavarna                  | 21e       | halve marathon |

### Golden League-podiumplekken
| Jaar | Wedstrijd             | Plaats      | Resultaat | Tijd     | Extra          |
| ---- | --------------------- | ----------- | --------- | -------- | -------------- |
| 2007 | Bislett Games         | Oslo        | 3e        | 14.44,51 | 5000 m         |
| 2007 | Memorial Van Damme    | Brussel     | 2e        | 9.14,09  | 2 Engelse mijl |
| 2008 | Golden Gala           | Rome        | 3e        | 14.45,12 | 5000 m         |
| 2008 | Meeting Gaz de France | Saint-Denis | 2e        | 14.58,96 | 5000 m         |
| 2008 | ISTAF                 | Berlijn     | 2e        | 15.06,77 | 5000 m         |